# Прапор Росохача (Чортківський район)
Прапор Росохача — офіційний символ села Росохач, Чортківського району Тернопільської області, затверджений 4 вересня 2023 року рішенням сесії Чортківської міської ради.
Автори — А. Гречило та О. Лісниченко.

## Опис
Квадратне полотнище, яке складається з трьох рівновеликих вертикальних смуг — зеленої, синьої та зеленої, у центрі стоїть жовте росохате дерево без листя, вгорі якого у верхньому куті з вільного краю та в нижньому від древка — по жовтому прямому хресту.

## Зміст
Синя вертикальна смуга підкреслює географічну особливість села, розташованого обабіч річки Серет, яка протікає з півночі на південь через Росохач. Сухе дерево вказує на одну з версій про походження назви поселення. Хрести — символи пам'яті і духовності.